# عبد الحي (اسم)
عبد الحي هو اسم عربي يطلق على الذكور، وهو مستخدم في العهد الحديث كإسم وكلقب. وهو مكون من جزأين «عبد» و «الحي». الحي وهي اسم من اسماء الله الحسنى المذكورة في القرآن الكريم. الأشخاص المسمون بعبد الحي (اسم أو لقب)
- عبد الحي اللكنوي (1848-1886)، علامة الهند.
- صالح عبد الحي (1896-1962)، مغني مصري.
- عبد الحي مشهور (مواليد 1923)، أستاذ جراحة عظام مصري.
- عبد الحي أديب (1928 - 2007)، كاتب مصري